# Diego Álvarez Chanca

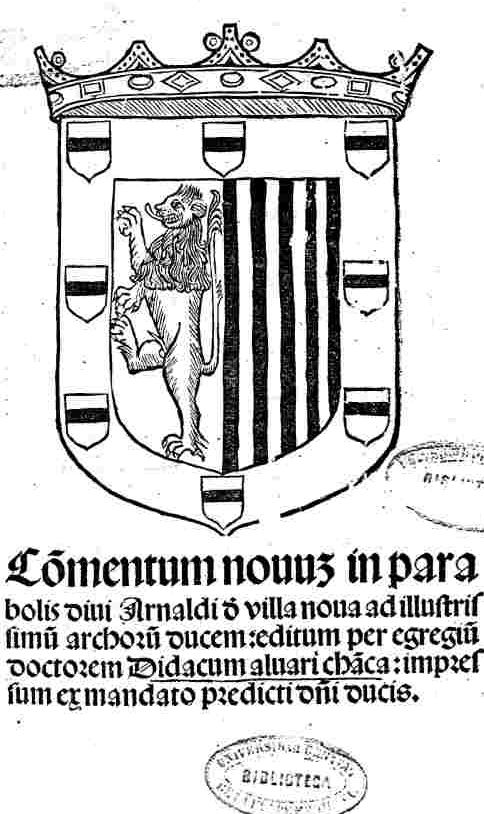
Brasão Chanca

Diego Álvarez Chanca (anos de nascimento e morte desconhecidos) foi um médico espanhol a serviço dos Reis Católicos, e conhecido por ser companheiro de Cristóvão Colombo em sua Segunda Viagem ao Novo Mundo em 1493 e 1494.
Ele foi nomeado pela Coroa para acompanhar Colombo na segunda expedição para a América em 1493. Pouco após o desembarque em Hispaniola, Colombo sofria de um ataque de febre da malária, que Chanca tratava com sucesso. Vários outros membros da tripulação também foram tratados por malária durante este período.
No fim de sua estada na ilha Hispaniola, no início de 1494, Diego Chanca escreveu um Relación (carta) dirigida "al Cabildo de Sevilla", e em particular provavelmente a Juan Rodríguez de Fonseca, que era o decano do cabildo da catedral. Na obra havia uma descrição valiosa da ilha Hispaniola, incluindo estudos sobre a flora costeira e a vegetação de montanhas e vales, redigidas num estilo curto e simples. Este é o primeiro documento em que uma descrição da flora, fauna, etnologia e etnografia da América é feito. Álvarez Chanca também coletou dados antropológicos sobre indígenas, indicando as diferenças de caráter e costumes entre os taínos e caraíbas, sugerindo a possibilidade de canibalismo dos últimos.